# Oulles
Oulles är en kommun i departementet Isère i regionen Auvergne-Rhône-Alpes i sydöstra Frankrike. Kommunen ligger i kantonen Le Bourg-d'Oisans som tillhör arrondissementet Grenoble. År 2022 hade Oulles 16 invånare.

## Befolkningsutveckling
Antalet invånare i kommunen Oulles
Referens:INSEE